# Babylon Babies
Ne doit pas être confondu avec Babylon Circus ou Babylon Berlin.
Babylon Babies est un roman de science-fiction de Maurice G. Dantec paru le 12 mars 1999.

## Résumé
En 2013, le personnage principal, Hugo Cornélius Toorop (héros du roman La Sirène rouge), est un mercenaire dont la mission consiste à escorter une jeune femme schizophrène, Marie Zorn, de Sibérie jusqu'au Québec (où vit l'auteur) pour le compte d'une secte. Il s'avère que la jeune femme est la mère porteuse de jumelles génétiquement modifiées, représentant le prochain stade de l'évolution humaine, d'où le titre du roman.

## Éditions
Le roman a été publié aux éditions Gallimard le 12 mars 1999 dans la collection La Noire  (ISBN 978-2-07-075471-7). Une édition de poche a ensuite été publiée le 4 avril 2001 dans la collection Folio SF  (ISBN 978-2-07-041753-7).

## Style
Le roman commence par une page de références à des ouvrages scientifiques, laquelle inscrit l’œuvre dans la posture résolument post-moderne de l'écrivain, dont le mode d'écriture très critique se développera par la suite dans le premier tome de son journal de bord, Manuel de survie en territoire zéro - Le Théâtre des opérations 1.

## Autour du roman
- Mathieu Kassovitz en a tiré une libre adaptation cinématographique intitulée Babylon A.D., sortie le 20 août 2008.
- Contrairement à ce qui est avancé par l'auteur, le nombre d'Avogadro ne représente pas le nombre d'atomes dans l'univers et la valeur citée est fausse : on ne parle pas de 1026 mais de 1023. On estime actuellement le nombre d'atomes dans l'univers observable à environ 1080.